# William Henry Furness (Maler)
William Henry Furness junior (* 1827 in Philadelphia, Pennsylvania; † 4. März 1867 in Boston, Massachusetts) war ein US-amerikanischer Porträtmaler der Düsseldorfer Schule.

## Leben

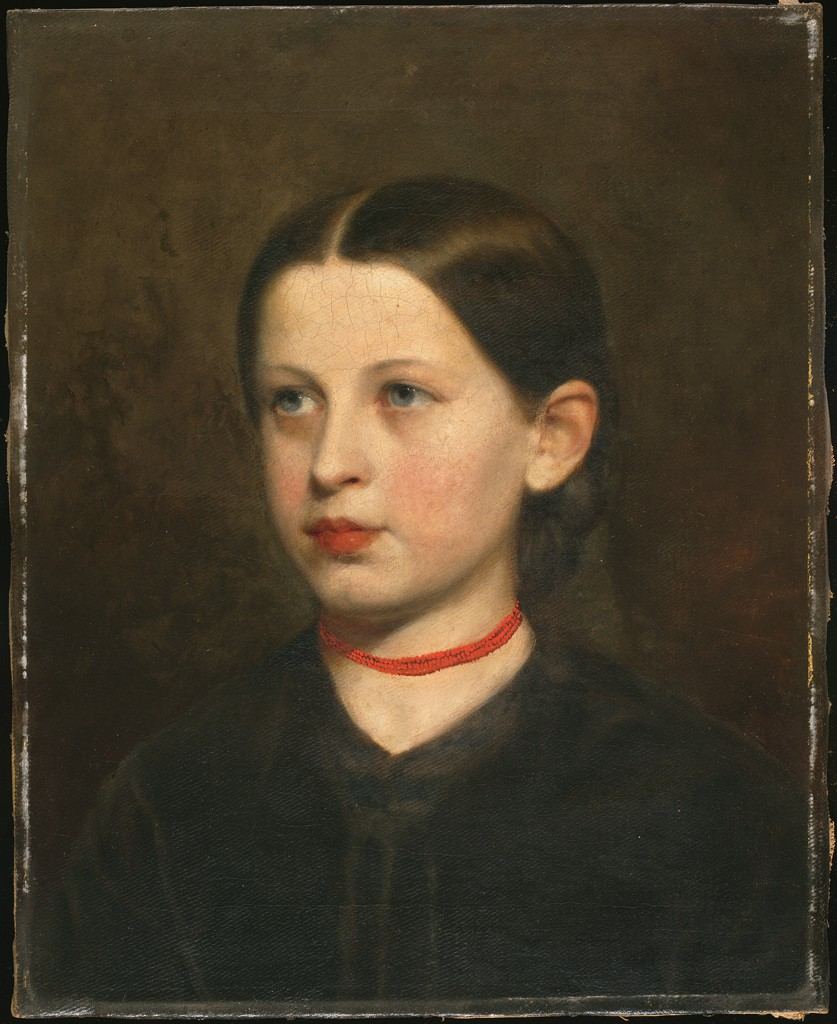
Bildnis eines Mädchens, 1853/1854

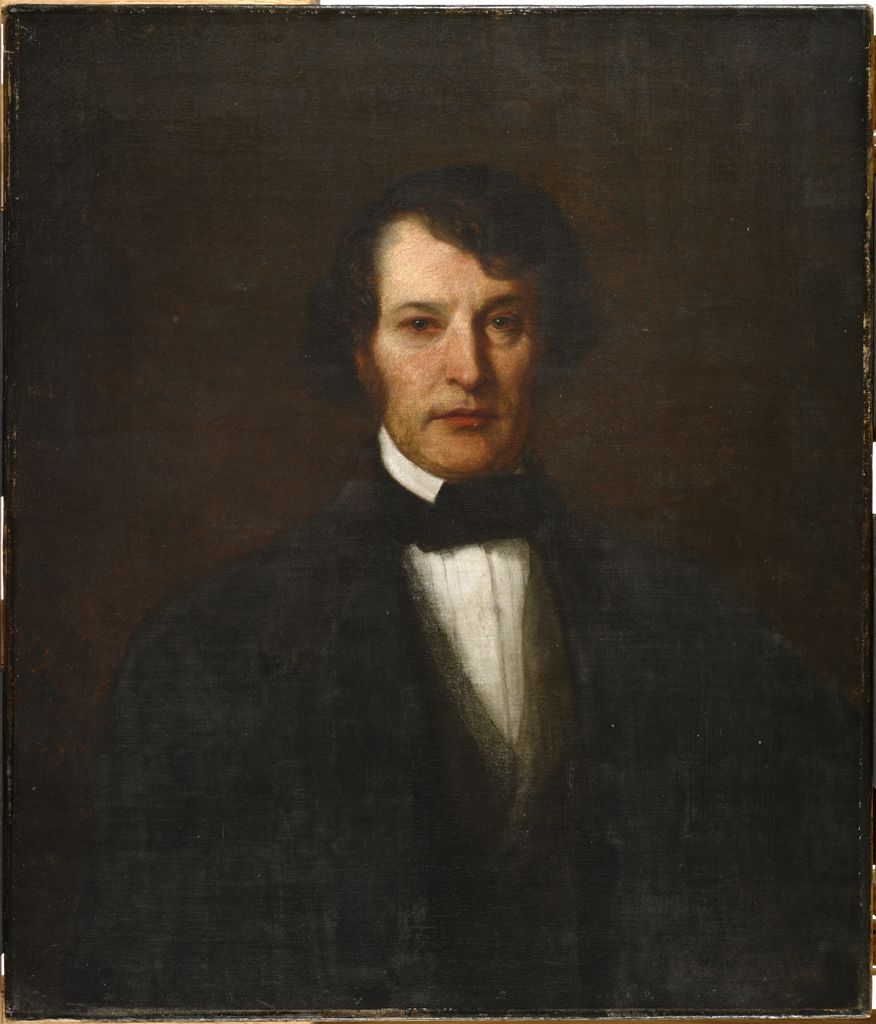
Charles Sumner, 1856

Furness, ältestes von vier Kindern des unitarischen Predigers und Abolitionisten William Henry Furness (1802–1896) und dessen Ehefrau Annis Pullen Jenks Furness (1802–1885), war Bruder der Übersetzerin für deutsche Literatur Annis Lee Furness Wister (1830–1908), des Shakespeare-Gelehrten Horace Howard Furness und des Architekten Frank Heyling Furness (1839–1912). Nach der Schule begann er in einer Zählstube zu arbeiten. Als er seinem Vater nach einem Jahr mitteilte, dass er dieser Arbeit überdrüssig sei, ermunterte jener ihn, seinen Interessen zu folgen und den Beruf des Kunstmalers zu ergreifen, worauf Furness damit begann, ohne ein akademisches Studium absolviert zu haben. Als Porträtmaler arbeitete er zunächst in Philadelphia, kurz darauf in Brooklyn. 1850 ließ er sich in Boston nieder. In dieser Anfangszeit malte Furness nur mit Wachsmalstiften, wobei er sich des Zuspruchs vieler vornehmer Bürger in Philadelphia und Boston erfreute. Der Kritiker Henry Theodore Tuckerman (1813–1871) meinte, dass seine Malerei in dieser Technik der von Seth Wells Cheney (1810–1856) ähnele.
1852 begab sich Furness nach Europa. In den Jahren 1853 und 1854 lebte er in Düsseldorf und nahm in dieser Zeit Privatunterricht bei dem deutschamerikanischen Historienmaler Emanuel Leutze. Unter Heinrich Mücke studierte er 1853 auch an der Kunstakademie Düsseldorf. Im gleichen Jahr war er Mitglied des Künstlervereins Malkasten. Mit Worthington Whittredge an der Spitze, mit Enoch Wood Perry, John Beaufain Irving II., Henry Lewis und William Dickinson Washington, alles Freunde aus der Düsseldorfer Kolonie US-amerikanischer Maler, unternahm er in dieser Zeit eine gesellige Studienreise an die Nahe. Außerdem besuchte er Dresden, München und Venedig. Am 9. Oktober 1859 heiratete er in Philadelphia Hannah Kay (1836–1897). Bis Ende 1863 oder Anfang 1864 scheint er dort mit ihr gewohnt zu haben. Das Paar hatte eine Tochter. Spätestens ab Frühjahr 1864 bezog Furness Atelierräume im Boston Studio Building. In diesem Atelierhaus begegnete er Elihu Vedder. In den verbleibenden Lebensjahren wechselte er zwischen Boston und Philadelphia. Von 1860 bis 1865 sowie in seinem Todesjahr 1867 nahm er an Jahresausstellungen der National Academy of Design in New York City teil, ferner an Ausstellungen der Pennsylvania Academy of the Fine Arts, der Artists’ Fund Society in Philadelphia, des Boston Athenæum und der Washington (D.C.) Art Association. Posthum wurden 1876 einige von Furness’ Ölporträts in der Centennial Exhibition gezeigt.